# Luokkakari
Luokkakari är en ö i Finland. Den ligger i Bottenhavet och i kommunen Björneborg i den ekonomiska regionen  Björneborgs ekonomiska region i landskapet Satakunta, i den sydvästra delen av landet. Ön ligger omkring 28 kilometer norr om Björneborg och omkring 250 kilometer nordväst om Helsingfors.
Öns area är 0,5 hektar och dess största längd är 130 meter i öst-västlig riktning.